# All Japan Sports Prototype Championship
All Japan Sports Prototype Championship (ja. 全日本スポーツプロトタイプ選手権) var ett japanskt mästerskap för sportvagnar. 

## Historia
Sportvagnsracing var populärt i Japan under Grupp C-eran på 1980-talet, då inhemska tillverkare tävlade med framför allt Porsche i All Japan Sports Prototype Championship (JSPC). Serien lades ned efter 1992 på grund av stigande kostnader.
Tävlingar med sportvagnsprototyper återkom till Japan 2006 med Japan Le Mans Challenge, men den serien försvann efter endast två säsonger på grund av alltför lågt deltagande.

## Säsonger och mästare
| Säsong | Förare                              | Tillverkare |
| ------ | ----------------------------------- | ----------- |
| 1983   | Naohiro Fujita Vern Schuppan        | Porsche     |
| 1984   | Naoki Nagasaka Keiichi Suzuki       | Lotec-BMW   |
| 1985   | Kunimitsu Takahashi Kenji Takahashi | Porsche     |
| 1986   | Kunimitsu Takahashi Kenji Takahashi | Porsche     |
| 1987   | Kunimitsu Takahashi Kenny Acheson   | Porsche     |
| 1988   | Hideki Okada Stanley Dickens        | Porsche     |
| 1989   | Kunimitsu Takahashi Stanley Dickens | Porsche     |
| 1990   | Masahiro Hasemi Anders Olofsson     | Nissan      |
| 1991   | Kazuyoshi Hoshino Toshio Suzuki     | Nissan      |
| 1992   | Geoff Lees Jan Lammers              | Toyota      |